# Кашеварова, Ольга Афанасьевна
Ольга Афанасьевна Кашева́рова (1905—1977) — советская оперная певица (сопрано). Народная артистка РСФСР (1956). Лауреат Сталинской премии первой степени (1942). Член ВКП(б) с 1945 года.

## Биография
О. А. Кашеварова родилась 22 мая (4 июня) 1905 года в Казани.
В 1931 году окончила ЛГК имени Н. А. Римского-Корсакова.
В 1931—1959 годах — солистка ЛАТОБ имени С. М. Кирова. Создавала проникновенные лирические образы, с особым искусством исполняла партии, требующие высокого вокального мастерства и сценической культуры.
С 1947 года — преподаватель ЛГК имени Н. А. Римского-Корсакова, с 1952 года — доцент.
О. А. Кашеверова умерла 28 марта 1977 года. Похоронена в Ленинграде на Большеохтинском кладбище.

## Оперные партии
- «Дубровский» Э. Ф. Направника — Маша
- «Емельян Пугачёв» М. В. Коваля — Амина
- «В бурю» Т. Н. Хренникова — Наталья
- «Семья Тараса» Д. Б. Кабалевского — Антонида
- «Евгений Онегин» П. И. Чайковского — Татьяна
- «Чародейка» П. И. Чайковского — кума Настасья
- «Пиковая дама» П. И. Чайковского — Лиза
- «Псковитянка» Н. А. Римского-Корсакова — Ольга
- «Орлеанская дева» П. И. Чайковского — Агнесса
- «Демон» А. Г. Рубинштейна — Тамара
- «Гугеноты» Дж. Мейербера — Паж
- «Фауст» Ш. Гуно — Маргарита
- «Трубадур» Дж. Верди — Леонора
- «Отелло» Дж. Верди — Дездемона
- «Кармен» Ж. Бизе — Микаэла

## Награды и премии
- Орден «Знак Почёта» (11 марта 1939)[1]
- Сталинская премия первой степени (1942) — за исполнение партии кумы Настасьи в оперном спектакле «Чародейка» П. И. Чайковского[2]
- Заслуженная артистка РСФСР (3 ноября 1945)
- Народная артистка РСФСР (18 июля 1956)